# تسلسل تداول اليعاقبة للعرش
تسلسل تداول اليعاقبة للعرش هو التسلسل الذي رأى اليعاقبة أن تيجان إنجلترا واسكتلندا وإيرلندا يجب أن تؤول عبره، بتطبيق مبدأ حق الذكورة، منذ خلع ملك إنجلترا جيمس الثاني في عام 1688 ووفاته عام 1701. كان ذلك متعارضًا مع تسلسل ترتيب العرش البريطاني بحسب القانون منذ ذلك الوقت.
بعد استبعادهم من تسلسل ترتيب العرش بموجب القانون نظرًا إلى انتمائهم إلى الكاثوليكية الرومانية، تابع أحفاد جيمس ستيوارت بالمطالبة بحقهم في التيجان. شارك ابن جيمس، جيمس فرانسيس إدوارد ستيوارت ('المطالب القديم') وحفيده تشارلز إدوارد ستيوارت ('المطالب الشاب' أو 'الأمير تشارلي بوني')، بنشاط في الانتفاضات والغزوات دعمًا لمطلبهما. منذ عام 1689 حتى أواسط القرن الثامن عشر، كانت استعادة تسلسل تداول اليعاقبة للعرش قضية سياسية رئيسية في بريطانيا، وحظيت بمناصرين في الخارج والداخل. إلا أنه مع الهزيمة الكارثية لتشارلز إدوارد في معركة كولودين عام 1746، فقدت الخلافة اليعقوبية دعمها وأهميتها السياسية أيضًا. توفي الحفيد الآخر لجيمس الثاني، هنري بينديكت ستيوارت آخر أحفاده الشرعيين، في عام 1807، في الوقت الذي لم يعد تداول اليعاقبة للعرش يحظى فيه بأي دعم.
مع وفاة هنري ورث أقرب أقارب أسرة ستيوارت مطالبة اليعاقبة بالعرش، مرورًا بعدد من العائلات الملكية الأوروبية. على الرغم من إمكانية مواصلة تتبع تسلسل تداول العرش، لم يطالب أي من ورثة ستيوارت اللاحقين بالعرش البريطاني أو تيجان إنجلترا أو اسكتلندا أو إيرلندا. وصف المتحدث باسم الوريث الحالي، فرانتس دوق بافاريا، موقعه في التسلسل بأنه «افتراضي بشكل بحت» وبأنها مسألة «لا تعنيه». ومع ذلك، بقي هناك عدد قليل من المؤيدين المعاصرين الذين كانوا يؤمنون بإعادة تسلسل اليعقوبية إلى العرش.

## التاريخ

### الخلفية: الثورة المجيدة والتسلسل الهانوفري
خُلع جيمس الثاني ملك إنجلترا، وهو روماني كاثوليكي، في ما عُرف في وقت لاحق بالثورة المجيدة، حين أجبره خصومه البروتستانت على الفرار من إنجلترا في عام 1688. اعتبر البرلمان الإنجليزي أن جيمس تخلى عن عروشه بفراره من ممالكه. من الناحية النظرية، كان التنازل المفترض ينطبق أيضًا على تاج إيرلندا، إذ كان الملك الإنجليزي، بموجب القانون ملكًا لإيرلندا أيضًا بشكل تلقائي. من الناحية العملية، خسر جيمس التاج الإيرلندي لمصلحة ويليام الثالث بفعل هزيمته في الحرب الوليمية في إيرلندا. تبنّى مؤتمر الطبقات الاسكتلندية نهجًا مختلفًا وأعلن أن جيمس قد خسر التاج نتيجة أخطائه. وهبت كلتا المؤسستين التيجان، لا إلى ابن جيمس الرضيع، بل لابنته البروتستانتية ماري وزوجها ويليام الثالث ملك إنجلترا.
خلفت آن، البروتستانتية أيضًا وشقيقة ماري، ويليام وماري وأصبحت ملكة في عام 1702. ثبّت مرسوم التولية لعام 1701، الذي أُقر قبل وقت قصير من اعتلاء آن للعرش، تسلسل تداول الملكية بهدف استبعاد أحفاد جيمس، والكاثوليك الرومان عمومًا، بشكل دائم من العرش. في البداية منع برلمان إنجلترا الكاثوليك الرومان وأحفاد جيمس من وراثة العرش من خلال وثيقة حقوق عام 1689. أكد قانون 1701 هذه الأحكام وأضاف عليها توضيح تسلسل تداول الخلافة في حالة وفاة آن بلا عقب. كتشريع برلماني إنجليزي، كان ذلك في الأصل جزءًا فحسب من القانون الإنجليزي يطبق على عرش إنجلترا، بل أيضًا على عرش إيرلندا إذ كان ملك إنجلترا بشكل تلقائي ملكًا أيضًا على إيرلندا تحت قانون البرلمان الإيرلندي لعام 1542 المتعلق بتاج إيرلندا. بموجب المادة الثانية من معاهدة الاتحاد بين إنجلترا واسكتلندا (التي دخلت حيز القانون بموجب قوانين الاتحاد لعام 1707)، التي حددت تسلسل تداول عرش بريطانيا العظمى، أصبح مرسوم التولية جزءًا من القانون الإسكتلندي أيضًا. حٌسمت مسألة الخلافة بعد آن (التي توفيت دون أن تترك أطفالًا على قيد الحياة) بشكل فعلي في البيت البروتستانتي في هانوفر. وذلك بعد عيّن القانون صوفي بالاتينات حفيدة جيمس السادس والأول، وأحفادها خلفًا لآن. توفيت صوفي قبل آن، وبالتالي اعتلى ابن صوفي، جورج الأول، العرش بعد وفاة آن في عام 1714.

### مطالب أسرة ستيوارت في المنفى
لم يقبل جيمس الثاني والسابع وابنه، جيمس 'المطالب القديم' وأحفاده، تشارلز 'المطالب الشاب' وهنري بينيديكت ستيوارت بخسارة تيجانهم قط وواصلوا الضغط لتحقيق مطالبهم من المنفى بدرجات متفاوتة. حظي هؤلاء بدعم اليعاقبة في إنجلترا وإيرلندا، وبشكل خاص في اسكتلندا. أصبحت تسلسل اليعاقبة، كسلالة بديلة لتولي العرش، عاملًا رئيسيًا في زعزعة استقرار السياسة البريطانية بين عامي 1689 و1746. كان المعاصرون ينظرون إلى اليعاقبة كتهديد عسكري وسياسي كبير، إضافة إلى وقوع غزوات واندلاع انتفاضات دعمًا لأسرة ستيوارت المنفية خلال أعوام 1689 و1715و1719 و1745. نالت خلافة اليعاقبة اعترافًا محدودًا على المستوى العالمي. إذ لم تعترف سوى فرنسا وإسبانيا والبابوية بابن جيمس الثاني ك'جيمس الثالث' عند وفاة والده عام 1701. بموجب اتفاقيات صلح أوتريخت، حولت فرنسا وإسبانيا اعترافهما إلى التسلسل الهانوفري في عام 1713، على الرغم من أن فرنسا اعترفت في وقت لاحق بجيمس كملك لاسكتلندا خلال انتفاضة 1745. وسحبت البابوية أيضًا اعترافها بتسلسل اليعاقبة مع وفاة جيمس المطالب القديم في عام 1766.
مع الهزيمة في معركة كولودن عام 1746، تعرضت اليعقوبية لضربة قاصمة وفقدت تسلسل اليعاقبة أهميته كسلالة بديلة لأسرة هانوفر. شهدت اليعقوبية تدهورًا سريعًا ومع وفاة تشارلز 'المطالب الشاب' في عام 1788، فقد تسلسل اليعاقبة ما تبقى من أهميته السياسية. توفي شقيقه الأصغر هنري بينيديكت ستيوارت في عام 1807 وبذلك انقرض البيت الملكي لأسرة ستيوارت. ومع وفاة آخر أفراد أسرة ستيوارت، وبذلك تعززت مكانة أسرة هانوفر بصفتها السلالة الوحيدة ذات المصداقية للعرش البريطاني أكثر.

### تسلسل التداول بعد أسرة ستيوارت
بتطبيق حق البكورة، انتقلت بعد ذلك الحقوق النظرية في مطالبة أسرة ستيوارت بالعرش إلى أقرب أقرباء هنري كارلو إيمانويلي الرابع ملك سردينيا، ومنه انتقل إلى أعضاء آخرين في أسرة سافوي، ومن ثم إلى أسرتي النمسا-آستي وفيتلسباخ على مدى القرنين التاليين. لم يتقدم كارل إيمانويل ولا أي من الورثة اللاحقين بأي مطالب حقيقية للعرش البريطاني. بصرف النظر عن فترة إحياء اليعاقبة الجدد القصيرة في السنوات التي سبقت الحرب العالمية الأولى، كانت لها بضعة مناصرين، اختفى أي دعم لتسلسل تداول اليعاقبة للعرش بنهاية القرن الثامن عشر بعد أن تخلت عنهم حتى أضيق الدوائر من مناصريهم. على الرغم من وجود عدد قليل ممن سموا أنفسهم 'يعاقبة' معاصرين، لكنهم لا يدعم جميعهم استعادة تسلسل تداول اليعاقبة للعرش.

## المطالبون بالعرش والورثة اللاحقون
كان القانون الإنجليزي العام قد حدد تسلسل تداول العرش استنادًا إلى حق البكورة الذي يمنح الأحقية للذكور، وطبق القانون الإسكتلندي المبدأ ذاته في ما يتعلق بتاج اسكتلندا. في أعقاب الثورة المجيدة، شهد هذا تغييرًا عن طريق سلسلة من القوانين الإنجليزية والاسكتلندية، وعلى وجه التحديد قانون المطالبة بالحق لعام 1689 ووثيقة حقوق عام 1689 ومرسوم التولية لعام 1701، إلا أن اليعاقبة لم يقبلوا بشرعية تلك القوانين. توضح الجداول أدناه خط الخلافة الذي يستند إلى حق البكورة الذي يمنح الأحقية للذكور، دون أي تغيير من قبل تلك القوانين.

### Stuart pretenders
The أسرة ستيوارت who claimed the thrones of England, Scotland, and Ireland as مطالب بالعرش after 1688 were:
| Claimant and dates of claim                                                                                            | Portrait | Basis of claim |
| --- | -------- | --- |
| جيمس الثاني ملك إنجلترا11 December 1688 – 16 September 1701                                                            |          | James lawfully succeeded his brother, تشارلز الثاني ملك إنجلترا, to the throne on 6 February 1685, as Charles did not have any legitimate children. When James fled the country in 1688, the English Parliament declared that he had abdicated and the Scottish Convention of Estates ‏ declared he had forfeited his crown. However, James and his supporters denied that he had abdicated and claimed that the declaration of forfeiture had been by an illegal Scottish Convention. They maintained that James continued to be the rightful king. |
| جيمس فرانسيس إدوارد ستيوارت("James III & VIII")("The Old Pretender")16 September 1701 – 1 January 1766                 | James    | Upon James II & VII's death in 1701, James, called the Old Pretender by his detractors, as James II/VII's only surviving legitimate son, inherited his father's claim. |
| تشارلز إدوارد ستيوارت("Charles III")("The Young Pretender") ("Bonnie Prince Charlie") 1 January 1766 – 31 January 1788 | Charles  | Upon the death of James, the "Old Pretender", in 1766, Charles, as James's eldest son, assumed his claim to the throne. |
| هنري بينديكت ستيورات("Henry IX & I")("Cardinal Duke of York")31 January 1788 – 13 July 1807                            | Henry    | Henry used the title of دوق يورك that his father bestowed on him. Upon Charles Edward Stuart's death in 1788, Henry, as Charles's only brother, was the last surviving legitimate descendant of James II/VII. The Pope did not recognise his claim to the British throne. |

### Subsequent succession
Upon the extinction of the Royal Stuart line with the death of Henry, Cardinal of York, and applying male-preference primogeniture unaltered by the Act of Settlement 1701, the succession would have passed to the individuals named in the table below. However, unlike the Stuart pretenders, none of them has claimed the British throne (or the thrones of England, Scotland or Ireland) or incorporated the arms of these countries in their coats-of-arms. Nevertheless, since the 19th century, there have been small groups advocating the restoration of the Jacobite succession to the throne.
| Descendant and dates as heir-general of the Stuart pretenders                                           | Portrait            | Relationship to predecessor in line of succession (primogeniture) | House       |
| --- | ------------------- | --- | ----------- |
| كارلو إمانويل الرابع ملك سردينيا ("Charles IV") 13 July 1807 – 6 October 1819                           | Charles Emmanuel IV | Senior surviving descendant of Henry Cardinal of York's great aunt, هنرييتا آن, who was the youngest sister of James II/VII. Henry had died childless and no other legitimate descendants of James II/VII survived. As at Henry's death, there were no surviving siblings of James II/VII or their legitimate descendants, except the descendants of Henrietta. | آل سافوي    |
| فيتوريو إمانويلي الأول ("Victor") 6 October 1819 – 10 January 1824                                      | Victor Emmanuel I   | Next eldest brother of his predecessor, Charles Emmanuel, who had died childless. | آل سافوي    |
| ماريا بياتريس من سافوي [الإنجليزية] ("Mary II" or "Mary III") 10 January 1824 – 15 September 1840       |                     | Eldest surviving daughter of her predecessor, Victor Emmanuel, who had no surviving sons. | آل سافوي    |
| فرانشيسكو الخامس دوق مودينا ("Francis I") 15 September 1840 – 20 November 1875                          |                     | Eldest son of his predecessor, Maria Beatrice. | النمسا-إستي |
| Maria Theresa of Austria-Este [الإنجليزية] ("Mary III" or "Mary IV") 20 November 1875 – 3 February 1919 |                     | Niece of her predecessor, Francis, who died childless. She was the only child of Francis's only brother, Ferdinand, who had pre-deceased Francis. | النمسا-إستي |
| Rupprecht, Crown Prince of Bavaria ("Robert I & IV") 3 February 1919 – 2 August 1955                    |                     | Eldest son of his predecessor, Maria Theresa. | فيتلسباخ    |
| Albrecht, Duke of Bavaria ("Albert") 2 August 1955 – 8 July 1996                                        |                     | Eldest surviving son of his predecessor, Rupprecht. | فيتلسباخ    |
| Franz, Duke of Bavaria ("Francis II") 8 July 1996 – present                                             |                     | Eldest son of his predecessor, Albrecht. Franz's heir presumptive is his younger brother Prince Max, Duke in Bavaria. | فيتلسباخ    |